# Alice Weidel
Alice Elisabeth Weidel, född 6 februari 1979 i Gütersloh i Nordrhein-Westfalen, är en tysk politiker (Alternativ för Tyskland). Sedan juni 2022 är medordförande för det höger-partiet Alternativ för Tyskland (AfD) tillsammans med Tino Chrupalla. Hon anses tillhöra den mer moderata konservativa Alternative Mitte-falangen inom AfD.
Sedan oktober 2017 har hon varit ledare för AfD:s parlamentsgrupp i förbundsdagen. Weidel blev ledamot av förbundsdagen i förbundsdagsvalet 2017, där hon var AfD:s toppkandidat tillsammans med Alexander Gauland. I det federala valet 2021 var hon återigen deras huvudkandidat, tillsammans med Tino Chrupalla. Från februari 2020 till juli 2022 var Weidel ordförande för AfD:s delstatsförbund i Baden-Württemberg. År 2024 valdes hon till sitt partis kandidat till förbundskansler i det kommande tyska förbundsdagsvalet 2025.

## Biografi
Weidel föddes i Gütersloh och växte upp i Harsewinkel, där hon tog examen från Christliches Jugenddorfwerk Deutschlands (CJD) Gymnasium 1998. Hon studerade ekonomi och företagsekonomi vid universitetet i Bayreuth och tog examen som en av de främsta studenterna under 2004. Efter att ha tagit sin grundexamen började Weidel arbeta för Goldman Sachs Asset Management från juli 2005 till juni 2006 som analytiker i Frankfurt am Main. I slutet av 2000-talet arbetade hon på Bank of China och bodde i sex år i Kina där hon lärde sig att tala mandarin. Därefter skrev hon en doktorsavhandling tillsammans med hälsoekonomen Peter Oberender vid juridiska och ekonomiska fakulteten i Bayreuth om framtiden för det kinesiska pensionssystemet. År 2011 doktorerade hon i internationell utveckling. Hon fick sin doktorsgrad med betygelsen magna cum laude. Hennes doktorsavhandling stöddes av Konrad Adenauer-stiftelsen, den politiska partistiftelse som är knuten till men oberoende av CDU.
Från mars 2011 till maj 2013 arbetade hon som vicepresident på Allianz Global Investors i Frankfurt. Sedan 2014 har hon arbetat som frilansande affärskonsult. 2015 arbetade hon för Rocket Internet och Foodora. Från och med 2016 var Weidel medlem av Friedrich A. von Hayek-sällskapet.